# Ernst Linko
Ernst Fredrik Linko (fins al 1906 Lindroth; nascut el 14 de juliol de 1889 a Tampere, mort el 28 de gener de 1960 a Hèlsinki) fou un pianista i compositor finlandès.

## Biografia
Linko es va fer estudiant el 1909 i va estudiar piano amb Sigrid Schnéevoigt i Karl Ekman a l'Escola de Música de Hèlsinki del 1909 al 1911. Del 1911 al 1914 va estudiar composició i teoria musical a Berlín i Sant Petersburg, i del 1924 al 1925 a París. El 1913 va oferir el seu primer concert i després va fer una gira per Europa.
També va treballar com a professor i va ensenyar piano a l'Acadèmia Sibelius, on també va exercir de rector del 1936 al 1959. A més, Linko va ocupar diversos càrrecs de confiança en la indústria musical. El 1920, Linko va fer una gira de concerts als Estats Units juntament amb Wäinö Sola. Linko va enregistrar unes 13 composicions i també va treballar ell mateix com a pianista d'enregistrament.
Entre els estudiants de piano de Lingo es poden esmentar Heikki Aaltoila, Antti Aarnela, Einar Englund, Meri Louhos, Seppo Nummi i Tauno Äikää.
L'esposa d'Ernst Lingo era la cantant Lahja Linko i la seva filla fou cantant d'òpera Liisa Linko-Malmio. El seu germà era el mestre de capella Erkki Linko (1893−1966). El pare dels germans era el director del cor Ernst Lindroth i el seu avi fou l'influent músic Fredamp Lundelin.
Està enterrat al cementiri de Hietaniemi a Hèlsinki.

## Composicions
- Quatre concerts per a piano.
- Sèrie de piano Hommage à Domenico Scarlatti.[5]
- Sonatines per a piano.
- Simfonia Symphonie chévaleresque.